# 再会の血と薔薇
「再会の血と薔薇」（さいかいのちとばら）は、MALICE MIZERのマキシシングルCD。 1999年11月3日にMidi:Nette M.†.M（ミディネット エーム・クロワ・エーム）から発売された。 

## 解説
- それまで在籍していたヴォーカルのGacktが脱退し、結成からのメンバー3人編成で復活後初のリリース作品。
- 日本コロムビアとのメジャー契約での活動を終了し、自主レーベルを設立して復活したシングル3部作の第一弾である。
- 特殊ブック仕様ジャケット。

- ヴォーカル不在のまま制作されたインストゥルメンタル曲である。
- 同年6月に急逝したメンバー、Kamiへの追悼の意が込められているため、各メンバーの衣装やジャケットデザインなどが黒を基調として作られている。
- アナログピクチャー盤が限定3万枚で同時発売された。

## 収録曲
1. 再会の血と薔薇 [5:32]
作詞・作曲：Mana

## 収録アルバム
| アルバム       | 発売日         | 備考           |
| 再会の血と薔薇 | 再会の血と薔薇 | 再会の血と薔薇 |
| -------------- | -------------- | -------------- |
| 『薔薇の聖堂』 | 2000年8月23日  | 3rdアルバム    |